# Gran Premio de Portugal de Motociclismo de 2023
El Gran Premio de Portugal de Motociclismo de 2023 (oficialmente: Grande Prémio Tissot de Portugal ) fue la primera prueba del Campeonato del Mundo de Motociclismo de 2023. Tuvo lugar en el fin de semana del 24 al 26 de marzo de 2023 en el Autódromo Internacional do Algarve, situado en la ciudad de Portimão, región de Algarve, Portugal.
La primera carrera sprint en la historia de MotoGP fue ganada por Francesco Bagnaia, seguido de Jorge Martín y Marc Márquez. En la carrera sprint solo los nueve primeros sumarón puntos. En el aspecto estadistíco, los resultados de la prueba no son computados para las estadísticas oficiales, solo son computados los puntos conseguidos.
La carrera de MotoGP fue ganada por Francesco Bagnaia, seguido de Maverick Viñales y Marco Bezzecchi. Pedro Acosta fue el ganador de la prueba de Moto2, por delante de Arón Canet y Tony Arbolino. La carrera de Moto3 fue ganada por Daniel Holgado, David Muñoz fue segundo y Diogo Moreira tercero.

## Resultados

### Resultados MotoGP

#### Carrera al sprint
| Pos.    | N.º | Piloto                | Equipo                       | Constructor | Vueltas | Tiempo    | Parrilla | Puntos |
| ------- | --- | --------------------- | ---------------------------- | ----------- | ------- | --------- | -------- | ------ |
| 1       | 1   | Francesco Bagnaia     | Ducati Lenovo Team           | Ducati      | 12      | 19:52.862 | 2        | 12     |
| 2       | 89  | Jorge Martín          | Prima Pramac Racing          | Ducati      | 12      | +0.307    | 3        | 9      |
| 3       | 93  | Marc Márquez          | Repsol Honda Team            | Honda       | 12      | +1.517    | 1        | 7      |
| 4       | 43  | Jack Miller           | Red Bull KTM Factory Racing  | KTM         | 12      | +1.603    | 5        | 6      |
| 5       | 12  | Maverick Viñales      | Aprilia Racing               | Aprilia     | 12      | +1.854    | 7        | 5      |
| 6       | 41  | Aleix Espargaró       | Aprilia Racing               | Aprilia     | 12      | +2.106    | 12       | 4      |
| 7       | 88  | Miguel Oliveira       | CryptoDATA RNF MotoGP Team   | Aprilia     | 12      | +2.940    | 4        | 3      |
| 8       | 5   | Johann Zarco          | Prima Pramac Racing          | Ducati      | 12      | +5.595    | 10       | 2      |
| 9       | 73  | Álex Márquez          | Gresini Racing MotoGP        | Ducati      | 12      | +5.711    | 13       | 1      |
| 10      | 20  | Fabio Quartararo      | Monster Energy Yamaha MotoGP | Yamaha      | 12      | +5.924    | 11       |        |
| 11      | 25  | Raúl Fernández        | CryptoDATA RNF MotoGP Team   | Aprilia     | 12      | +8.160    | 20       |        |
| 12      | 33  | Brad Binder           | Red Bull KTM Factory Racing  | KTM         | 12      | +8.384    | 15       |        |
| 13      | 42  | Álex Rins             | LCR Honda Castrol            | Honda       | 12      | +11.288   | 16       |        |
| 14      | 21  | Franco Morbidelli     | Monster Energy Yamaha MotoGP | Yamaha      | 12      | +17.138   | 17       |        |
| 15      | 30  | Takaaki Nakagami      | LCR Honda Idemitsu           | Honda       | 12      | +18.128   | 18       |        |
| 16      | 49  | Fabio Di Giannantonio | Gresini Racing MotoGP        | Ducati      | 12      | +21.235   | 21       |        |
| Ret     | 72  | Marco Bezzecchi       | Mooney VR46 Racing Team      | Ducati      | 2       | Caída     | 8        |        |
| Ret     | 23  | Enea Bastianini       | Ducati Lenovo Team           | Ducati      | 1       | Choque    | 6        |        |
| Ret     | 10  | Luca Marini           | Mooney VR46 Racing Team      | Ducati      | 1       | Choque    | 9        |        |
| Ret     | 36  | Joan Mir              | Repsol Honda Team            | Honda       | 0       | Caída     | 14       |        |
| Ret     | 37  | Augusto Fernández     | GasGas Factory Racing Tech3  | KTM         | 0       | Retirado  | 19       |        |
| DNS     | 44  | Pol Espargaró         | GasGas Factory Racing Tech3  | KTM         |         | No corrió |          |        |
| 1.      |     |                       |                              |             |         |           |          |        |
| Fuente: |     |                       |                              |             |         |           |          |        |

#### Carrera larga
| Pos.    | N.º | Piloto                | Equipo                       | Constructor | Vueltas | Tiempo             | Parrilla | Puntos |
| ------- | --- | --------------------- | ---------------------------- | ----------- | ------- | ------------------ | -------- | ------ |
| 1       | 1   | Francesco Bagnaia     | Ducati Lenovo Team           | Ducati      | 25      | 41:25.401          | 2        | 25     |
| 2       | 12  | Maverick Viñales      | Aprilia Racing               | Aprilia     | 25      | +0.687             | 7        | 20     |
| 3       | 72  | Marco Bezzecchi       | Mooney VR46 Racing Team      | Ducati      | 25      | +2.726             | 8        | 16     |
| 4       | 5   | Johann Zarco          | Prima Pramac Racing          | Ducati      | 25      | +8.060             | 10       | 13     |
| 5       | 73  | Álex Márquez          | Gresini Racing MotoGP        | Ducati      | 25      | +8.125             | 13       | 11     |
| 6       | 33  | Brad Binder           | Red Bull KTM Factory Racing  | KTM         | 25      | +8.247             | 15       | 10     |
| 7       | 43  | Jack Miller           | Red Bull KTM Factory Racing  | KTM         | 25      | +8.381             | 5        | 9      |
| 8       | 20  | Fabio Quartararo      | Monster Energy Yamaha MotoGP | Yamaha      | 25      | +8.543             | 11       | 8      |
| 9       | 41  | Aleix Espargaró       | Aprilia Racing               | Aprilia     | 25      | +9.294             | 12       | 7      |
| 10      | 42  | Álex Rins             | LCR Honda Castrol            | Honda       | 25      | +11.591            | 16       | 6      |
| 11      | 36  | Joan Mir              | Repsol Honda Team            | Honda       | 25      | +16.992            | 14       | 5      |
| 12      | 30  | Takaaki Nakagami      | LCR Honda Idemitsu           | Honda       | 25      | +17.448            | 18       | 4      |
| 13      | 37  | Augusto Fernández     | GasGas Factory Racing Tech3  | KTM         | 25      | +21.723            | 19       | 3      |
| 14      | 21  | Franco Morbidelli     | Monster Energy Yamaha MotoGP | Yamaha      | 25      | +27.050            | 17       | 2      |
| Ret     | 25  | Raúl Fernández        | CryptoDATA RNF MotoGP Team   | Aprilia     | 23      | Caída              | 20       |        |
| Ret     | 10  | Luca Marini           | Mooney VR46 Racing Team      | Ducati      | 21      | Caída              | 9        |        |
| Ret     | 89  | Jorge Martín          | Prima Pramac Racing          | Ducati      | 19      | Caída              | 3        |        |
| Ret     | 49  | Fabio Di Giannantonio | Gresini Racing MotoGP        | Ducati      | 10      | Dolor de antebrazo | 21       |        |
| Ret     | 88  | Miguel Oliveira       | CryptoDATA RNF MotoGP Team   | Aprilia     | 2       | Choque             | 4        |        |
| Ret     | 93  | Marc Márquez          | Repsol Honda Team            | Honda       | 2       | Choque             | 1        |        |
| DNS     | 23  | Enea Bastianini       | Ducati Lenovo Team           | Ducati      |         | No corrió          | 6        |        |
| DNS     | 44  | Pol Espargaró         | GasGas Factory Racing Tech3  | KTM         |         | No corrió          |          |        |
| 1.      |     |                       |                              |             |         |                    |          |        |
| Fuente: |     |                       |                              |             |         |                    |          |        |

### Resultados Moto2
| Pos.    | N.º | Piloto                  | Constructor | Vueltas | Tiempo              | Parrilla | Puntos |
| ------- | --- | ----------------------- | ----------- | ------- | ------------------- | -------- | ------ |
| 1       | 37  | Pedro Acosta            | Kalex       | 21      | 36:04.193           | 3        | 25     |
| 2       | 40  | Arón Canet              | Kalex       | 21      | +1.358              | 2        | 20     |
| 3       | 14  | Tony Arbolino           | Kalex       | 21      | +4.460              | 8        | 16     |
| 4       | 12  | Filip Salač             | Kalex       | 21      | +7.110              | 1        | 13     |
| 5       | 18  | Manuel González         | Kalex       | 21      | +8.193              | 5        | 11     |
| 6       | 96  | Jake Dixon              | Kalex       | 21      | +9.146              | 12       | 10     |
| 7       | 22  | Sam Lowes               | Kalex       | 21      | +9.649              | 9        | 9      |
| 8       | 75  | Albert Arenas           | Kalex       | 21      | +12.270             | 7        | 8      |
| 9       | 35  | Somkiat Chantra         | Kalex       | 21      | +13.941             | 13       | 7      |
| 10      | 52  | Jeremy Alcoba           | Kalex       | 21      | +13.840             | 6        | 6      |
| 11      | 13  | Celestino Vietti        | Kalex       | 21      | +14.086             | 4        | 5      |
| 12      | 7   | Barry Baltus            | Kalex       | 21      | +14.515             | 15       | 4      |
| 13      | 54  | Fermín Aldeguer         | Boscoscuro  | 21      | +13.445             | 16       | 3      |
| 14      | 16  | Joe Roberts             | Kalex       | 21      | +25.444             | 19       | 2      |
| 15      | 11  | Sergio García           | Kalex       | 21      | +26.876             | 17       | 1      |
| 16      | 15  | Darryn Binder           | Kalex       | 21      | +40.233             | 11       |        |
| 17      | 72  | Borja Gómez             | Kalex       | 21      | +41.710             | 20       |        |
| 18      | 71  | Dennis Foggia           | Kalex       | 21      | +41.806             | 23       |        |
| 19      | 19  | Lorenzo Dalla Porta     | Kalex       | 21      | +42.116             | 21       |        |
| 20      | 4   | Sean Dylan Kelly        | Kalex       | 21      | +42.141             | 24       |        |
| 21      | 24  | Marcos Ramírez          | Forward     | 21      | +44.802             | 22       |        |
| 22      | 33  | Rory Skinner            | Kalex       | 21      | +45.630             | 25       |        |
| 23      | 81  | Jordi Torres            | Kalex       | 21      | +1:02.643           | 26       |        |
| Ret     | 21  | Alonso López            | Boscoscuro  | 15      | Caída               | 14       |        |
| Ret     | 84  | Zonta van den Goorbergh | Kalex       | 14      | Enfermedad          | 18       |        |
| Ret     | 98  | David Sanchis           | Forward     | 5       | Problemas mecánicos | 27       |        |
| Ret     | 64  | Bo Bendsneyder          | Kalex       | 1       | Caída               | 10       |        |
| Fuente: |     |                         |             |         |                     |          |        |

### Resultados Moto3
| Pos.    | N.º | Piloto             | Constructor | Vueltas | Tiempo          | Parrilla | Puntos |
| ------- | --- | ------------------ | ----------- | ------- | --------------- | -------- | ------ |
| 1       | 96  | Daniel Holgado     | KTM         | 19      | 34:27.061       | 4        | 25     |
| 2       | 44  | David Muñoz        | KTM         | 19      | +0.160          | 13       | 20     |
| 3       | 10  | Diogo Moreira      | KTM         | 19      | +0.175          | 16       | 16     |
| 4       | 99  | José Antonio Rueda | KTM         | 19      | +0.206          | 2        | 13     |
| 5       | 5   | Jaume Masiá        | Honda       | 19      | +0.233          | 9        | 11     |
| 6       | 71  | Ayumu Sasaki       | Husqvarna   | 19      | +1.090          | 1        | 10     |
| 7       | 82  | Stefano Nepa       | KTM         | 19      | +1.125          | 10       | 9      |
| 8       | 43  | Xavier Artigas     | CFMoto      | 19      | +1.137          | 7        | 8      |
| 9       | 66  | Joel Kelso         | CFMoto      | 19      | +1.268          | 3        | 7      |
| 10      | 53  | Deniz Öncü         | KTM         | 19      | +1.409          | 8        | 6      |
| 11      | 27  | Kaito Toba         | Honda       | 19      | +2.852          | 11       | 5      |
| 12      | 95  | Collin Veijer      | Husqvarna   | 19      | +6.904          | 14       | 4      |
| 13      | 38  | David Salvador     | KTM         | 19      | +6.931          | 18       | 3      |
| 14      | 24  | Tatsuki Suzuki     | Honda       | 19      | +9.722          | 15       | 2      |
| 15      | 54  | Riccardo Rossi     | Honda       | 19      | +9.748          | 12       | 1      |
| 16      | 6   | Ryusei Yamanaka    | Honda       | 19      | +9.771          | 17       |        |
| 17      | 18  | Matteo Bertelle    | Honda       | 19      | +19.803         | 19       |        |
| 18      | 64  | Mario Aji          | Honda       | 19      | +20.317         | 22       |        |
| 19      | 55  | Romano Fenati      | Honda       | 19      | +29.900         | 25       |        |
| 20      | 72  | Taiyo Furusato     | KTM         | 19      | +29.948         | 26       |        |
| 21      | 70  | Joshua Whatley     | Honda       | 19      | +29.904         | 24       |        |
| 22      | 63  | Syarifuddin Azman  | KTM         | 19      | +29.969         | 23       |        |
| 23      | 22  | Ana Carrasco       | KTM         | 19      | +30.066         | 27       |        |
| Ret     | 48  | Iván Ortolá        | KTM         | 18      | Caída           | 5        |        |
| Ret     | 80  | David Alonso       | Gas Gas     | 13      | Daños por Caída | 6        |        |
| Ret     | 7   | Filippo Farioli    | KTM         | 5       | Daños por Caída | 21       |        |
| Ret     | 19  | Scott Ogden        | Honda       | 0       | Caída           | 20       |        |
| DNS     | 20  | Lorenzo Fellon     | KTM         |         | No empezó       | 28       |        |
| 1.      |     |                    |             |         |                 |          |        |
| Fuente: |     |                    |             |         |                 |          |        |